# فرط الوزن
تعتبر الصحة العالمية فرط الوزن (بالإنجليزية: overweight)‏ وباء يجتاح العالم.لأن الملايين سوف يعانون من أمراض خطيرة لها صلة بفرط الوزن التي تعد حالة معقدة لها أبعادها الاجتماعية والنفسية بين كل الأعمار. وتصيب 300 مليون في العالم من بينهم 20 مليون تحت سن 18 سنة. ويوجد 120مليون يعانون من مشاكل متعلقة بفرط الوزن.

## أمراض فرط الوزن
فرط الوزن مسؤول عن كثير من الأمراض تفوق ما يسببه التدخين. لأنه يسبب عدة مشاكل صحية منها أمراض القلب والسكتة وفرط ضغط الدم السكري والسرطان كسرطان المرارة والثدي والرحم والحوض والمبيض والبروستات. الحويصلة المرارية والحصوات المرارية. والتهاب عظام المفاصل والنقرس ومشاكل في التنفس كالاختناق المؤقت في التنفس لمدة قصيرة أثناء النوم والربو. وارتفاع الكوليسترول. والشعور بالاكتئاب. وتغير في الرؤية والحساسية للبرد والإمساك وسقوط الشعر. وتورم القدمين وقصر التنفس(يشحر) والشخير. وعلاج هذه الأمراض مكلف للغاية.

## فرط وزن الحامل
فرط وزن الحامل من أكبر الأخطار على صحة الجنين. لأنه من العوامل الرئيسية في إحداث عيوب خلقية في القلب والكلى والجهاز البولي للجنين. وأن السيدات المصابات بمرض السكر قبل الحمل تزيد لديهن أخطار حدوث عيوب خلقية في القلب والكلى لارتفاع مستوى السكر في الدم في وقت تتشكل فيه أعضاء الجنين. مما يدل على أن هناك صلة قوية بين السكري وفرط الوزن. وخطر حدوث عيوب خلقية يعود إلى فرط الوزن أكثر من إصابة الأم بالسكري الذي يحدث نتيجة للحمل. لكن درجة بدانة الأم تعد العامل الكبير في احتمال حدوث عيوب خلقية في قلب الجنين. علما بأن فرط الوزن من العوامل الرئيسية للإصابة بالسكري الحملي.

## سمنة الأطفال
تبدأ العادات السيئة المتبعة في النظام الغذائي في وقت مبكر للغاية من مرحلة الطفولة، حيث تتضاعف معدلات تناول صغار السن للسعرات الحرارية إلى 30 في المائة فوق المعدلات الطبيعية. لأن السعرات الحرارية التي يتناولها الأطفال في العامين الأول والثاني، تتعدى السعرات الحرارية التي يحتاجها الجسم (من 950 إلى 1220 سعر حراري يوميا) بتجاوز قدره 30 %. بينما يتجاوز الرضع من 7 أشهر إلى 11 شهراً السعرات الحرارية الضرورية بنسبة 20%. والأطفال الذين ولدوا لآباء يعانون من زيادة الوزن هم الأكثر عرضة لزيادة الوزن.. وتلعب حالة الطفل المزاجية دورا في زيادة الوزن. فالأطفال الذي يغضبون بسبب الطعام هم أكثر عرضة لزيادة الوزن. وقلق الآباء من زيادة وزن أبنائهم يجعلهم أكثر عرضة لإصابتهم بزيادة الوزن.. ويرجع هذا إلى محاولات الآباء التحكم في عادات تناول أطفالهم للطعام بشكل زائد ومنعهم من تعلم عادات الأكل الصحية، مع الإفراط في تناولهم المشروبات الغازية والعصائر السكرية والحلوي ولا سيما قبل تناولهم الطعام. ويجب تعودهم علي تناول أكلات صحية غير دسمة للحفاظ علي وزنهم. فيتناولون الخبز واللحوم والألبان والفراخ الخالية من الدهون. مع الإقلال من قضاء الفترات الطويلة لمشاهدة الفيديو والكومبيوتر والتلفزيون. وتعليمهم الأكل ببطء ومضغ الطعام جيدا ليشعروا بالشبع بسرعة. ولا يكون الطعام وسيلة عقاب أو جائزة للأطفال. فعندما يعطى الطفل حلوى لمرضاته فهذا معناه أنها طعام مفضل عن غيره، فيقبل علي تناولها. ومطلوب التأكد من أن طعامه خارج البيت متوازن. وممارسته للرياضة ضرورية. كما يجب ألا يجبر علي إنهاء طبق طعامه أو شرب كل الزجاجة لمراعاة شهيته مع تجنب تناوله الأطعمة الغنية بالسكر. وطعام الطفل لا بد وأن يضم 30% دهون وألياف بوفرة وتجنب وجود الأطعمة العالية السعرات في البيت. مع تشجيع الأطفال على ممارسة الرياضة الجماعية في البيت أو خارجه كالمشي، والإقلال من مشاهدة التلفزيون. ويكون اللبن منزوع الدسم. وبدانة الأطفال تسبب، كولسترول عال وارتفاع ضغط الدم وظهور أمراض قلب مبكرة ومرض السكر ومشاكل في العظام وظهور حالات هرش وعدوى طفيلية وحب الشباب. وفي دراسة لجامعة جون هوبكنز بأمريكا وجدت أن كبر حجم الخصر (الوسط) بالجسم والممتليء كالبالونة لدى الرجال أكثر عرضة مرتين من النحاف، للإصابة بالسكري، وأن الذين طول قطر محيط خصرهم أكبر من 40 بوصة معرضون بنسبة 12 مرة للإصابة بالمرض. وهذا يدل على خطورة فرط الوزن حول الخصر وتكديس الدهون به.

## المسببات
تتسبب زيادة الوزن عن طريق تناول السعرات الحرارية أكثر مما يحرقه الجسم (عن طريق ممارسة الرياضة والأنشطة الحياتية اليومية). ومن العوامل التي تسهم في هذا الخلل ما يلي:
- كحولية
- اضطراب تناول الطعام (مثل اضطراب الإفراط في تناول الطعام)
- الاستعداد الوراثي
- اختلالات في الهرمونات (مثلاً قصور الدرقية)
- عدم أخذ قسط وافر من النوم
- ممارسة التمارين الرياضية بصورة محدودة ونمط الحياة المستقرة
- سوء التغذية
- اضطراب التمثيل الغذائي، والذي يمكن أن يسببه المحاولات المتكررة لإنقاص الوزن
- فرط التغذية
- استخدام عقار نفساني التأثير (مثل اولانزابين)
- التراجع عن الإقلاع عن التدخين والمنبهات الأخرى
- الكرب

الأشخاص الذين يعانون من سكري النمط الأول وإفراط الإنسولين المزمن يكونون عرضة لكسب الوزن، في حين أن الأشخاص الذين يعانون من زيادة الوزن أصلاً فقد يتطور لديهم إلى سكري النمط الثاني.

## العلاج
تشير الدراسات إلى أن خفض السعرات الحرارية في حد ذاته (الحمية) قد تكون لها منافع على المدى القصير ولكنها لا تؤدي إلى فقدان الوزن على المدى البعيد وغالباً ما تؤدي إلى استرجاع الوزن المفقود. لهذا السبب ينصح بأن تكون البرامج الغذائية لخسارة الوزن مرتبطة بزيادة التمارين الرياضية والتخطيط للمدى البعيد.